# Madona z Veveří
Madona z Veveří je středověký deskový obraz, vystavený v Diecézním muzeu v Brně ve stálé expozici Vita Christi. Malba pochází z vybavení kaple Matky Boží na Veveří, kde byla vystavena v letech 1350 až 1938. Poté, do března roku 2016, byla po většinu doby v nelegálním, držení Národní galerie v Praze, která ji umístila do výstavních prostor v Anežském klášteře. Od roku 2016 je obraz národní kulturní památkou.
Malba vznikla okolo roku 1350 s největší pravděpodobností na objednávku markraběte Jana Jindřicha Lucemburského v dílně Mistra vyšebrodského oltáře (?) a byla určena pro kapli (původně farní chrám) dnes zaniklé vesnice, tvořící předhradí hradu Veveří. Patří mezi české kultovní mariánské obrazy, které zobrazují výjimečný citový vztah mezi matkou a dítětem. Dvojitá koruna inspirovaná francouzskými motivy povyšuje Pannu Marii na královnu nebes.

## Historie obrazu
Veverská madona je jedním z nejhodnotnějších a nejproslulejších mariánských obrazů na Moravě a v Českých zemích. Obraz plnil funkci patronátního obrazu, tedy vyobrazení patronky v kapli Matky Boží na Veveří. Kaple se nachází poblíž hradu Veveří v jádru zaniklé vesnice Veveří, která tvořila jeho předhradí. Hrad Veveří byl od počátku knížecím, markraběcím a královským hradem (nejprve přemyslovské, později lucemburské domény) – venkovskou panovnickou rezidencí. Panuje předpoklad, že popud vzešel z dvorského prostředí moravského vladaře Jana Jindřicha, bratra Karla IV., či spíše obraz nechal zhotovit markrabě sám. Místo fyzického vzniku obrazu (lokace dílny) je dosud neznámé a není doloženo žádnými indiciemi, je jen předmětem více nebo méně pravděpodobných hypotéz. Madona z Veveří přestála bez úhony několik staletí v místě autentického určení, které opustila jen krátce ke konci 18. století. Kostel byl farním chrámem vesnice, hradu a dalších okolních osad. Kaple uvnitř hradu byla zasvěcena sv. Prokopu a je mladší.

## Popis díla
Obraz je malován temperou na křídovém podkladu, bez znatelné kresby, na desce z borového dřeva oboustranně potažené plátnem (velikost 79,5 × 62,5 cm). Ve srovnání se staršími italsko-byzantskými předlohami jsou potlačeny obrysové kontury a k modelaci objemu malíř užívá lazurovou techniku barevných přechodů v inkarnátech. Madona má prostou, málo nápadnou bílou plachetku (roušku) a červený plášť s modrou podšívkou, zdobený zlatými hvězdami. Plášť, bílá rouška Madony a průhledná košilka dítěte jsou na lemu zdobeny jen jemnou obrubou. Koruna vrcholí kadeřavými listy.
Kompozicí je obraz blízký typu Madony ze Zbraslavi, pozdější Římské Madony nebo Madony Kladské, ale opakuje i některé motivy ze starších mariánských obrazů. Koloritem upomíná na malby Tomassa da Modeny. Motiv Ježíška, přidržujícího rukou při tělíčku stehlíka, byl častý v Lombardii i Venetu a zejména Sieně již z počátku století a objevuje se též v Rajhradském brevíři královny Rejčky. Oproti staršímu italsko-byzantskému typu madony – Hodegetrie, kde matka ukazuje dítě jako předmět uctívání, je v této kompozici znatelný posun ke zlidštění a větší intimitě vztahu matky a dítěte, které více odpovídá představám věřících poloviny 14. století. Také je nepřehlédnutelné, že jsou obnaženy vlasy Marie i tělíčko malého Ježíše, je jen zpola zakryté lehounkou košilkou. Obraz je prodchnut soustavou věroučných (náboženských) symbolů.
Byl podroben důkladnému umělecko-historickému rozboru od Jaroslava Pešiny i hagiografickému a evangelijně symbolickému od Marka Hlávky a odborná pozornost dílu dále se vrůstající intenzitou pokračuje. Prvotní objev a zhodnocení náleží respektovaným historikům umění Dostálovi a Kutalovi.

## „Objev“ obrazu
Po staletí byla malba (pro většinu veřejnosti) pozapomenuta v kapli originálního určení. V roce 1933 vešla v obecnou známost poté, když o ní publikoval profesor dějin umění brněnské Masarykovy university Eugen Dostál. Označil obraz za vzácnější než „Tizian v Kroměříži“. V další návaznosti byla v kontextu ostatních středověkých děl Moravy představena v galerii Moravského muzea v objevné, tematické ale jen dočasné expozici Gotické umění na Moravě a ve Slezsku, od 27. října 1935 do 31. března 1936. Poté byla v roce 1938 z dosud ne zcela objasněných důvodů odvezena do Prahy – „Zemské galerie“ (dříve Státní sbírky starého umění a pozdější Národní galerie) k prohlídce a restaurování. Poměrně dobře zachovalý obraz restauroval ve stejném roce Bohuslav Slánský. V překotném běhu válečných a poválečných událostí a změn se již do původního prostředí nevrátil. Národní galerie v Praze poté obraz vystavila v expozici v Anežském klášteře.
Obraz se stal kulturní památkou. V červenci 2015 rozhodla vláda České republiky o jeho prohlášení za národní kulturní památku s účinností od 1. ledna 2016.

## Vlastnictví obrazu
Farnost Veverská Bítýška připomínala své vlastnictví a hlásila se o něj proti státu, který zastupovala Národní galerie v Praze, kde byl obraz bez právního titulu umístěn; z toho se následně vyvinul soudní spor o ověření a určení vlastnictví. V srpnu 2015 Obvodní soud pro Prahu 1 po obsáhlém dokazování rozsudkem ověřil (potvrdil) vlastnictví obrazu farnosti Veverská Bítýška. Národní galerie proti rozsudku podala odvolání, ale dne 8. prosince 2015 i Městský soud v Praze stvrdil verdikt soudu nižšího stupně a ten tak nabyl právní moci.
Národní galerie neuposlechla rozhodnutí soudu a obraz (jehož vlastnictví ověřil a potvrdil Městský soud v Praze) nevydala vlastníku, a to ani do marného uplynutí lhůty pro výkon rozhodnutí. Většina sdělovacích prostředků o tom přinesla zprávy ve čtvrtek 18. února 2016. Národní galerie stanovila nad rámec výčet podmínek, které nejsou obsahem rozsudku. Vlastník obrazu – Římskokatolická farnost ve Veverské Bítýšce již dříve oznámila, že obraz hodlá zapůjčit a vystavit v odborné instituci – Diecézním muzeu v Brně,  o kterém také dodala, že je kompetentní, plně vybavenou institucí po stránce technické, organizační i personální.
O vydání obrazu a způsob jeho vydání se rozvinul zanícený spor, který měl mimořádně silný veřejný ohlas. V průběhu 3. únorového týdne o něm velmi obsáhle referovaly všechny sdělovací prostředky a ČT mu věnovala i speciální pořad. Obě strany vydaly sérii tiskových zpráv, které reflektují nejenom děj po pravomocném rozhodnutí soudu, ale celou historii a charakter přítomnosti obrazu v Národní galerii od 30. let, i dřívější pokusy o urovnání věci. Situace se postupně zklidnila (zjevně pod vlivem veřejné pozornosti) a byly započaty rozhovory o technických okolnostech a času vydání. Obraz byl specializovanou firmou dopraven v pondělí 7. března 2016 do Diecézního muzea Brně, kde byl umístěn v kontextu dalších středověkých děl ve stálé expozici církevního umění moravské provenience Vita Christi.
Proti rozsudku Městského soudu v Praze podala Národní galerie dovolání, kterému Nejvyšší soud vyhověl a napadený verdikt zrušil. Ne však v samotné podstatě rozhodnutí. Uložil upřesnit argumentaci o splnění podmínky funkčního spojení vydávané movité věci s objektem žalobce, dále uložil napravit chybu soudu prvního stupně: poučit žalovaného, že neprokázal, že stát měl věc v držbě před 25. 2. 1948. Rozsudek z 3. listopadu byl zveřejněn 5. prosince 2016.
Městský soud v Praze 24. března 2017 znovu (po opakovaném řízení) vynesl verdikt z 8. prosince 2015, po opravě procesního nedostatku, pro který byl původní rozsudek Nejvyšším soudem zrušen, a znovu farnosti Veverská Bítýška pravomocně potvrdil trvalé vlastnictví obrazu. Rozhodnutí je patrně konečné.

## Výstavy
- Brno 7. 10 1935 – 31. 3. 1936, Gotické umění na Moravě a ve Slezsku, Galerie Moravského zemského muzea
- Praha 1939, Výstava restaurované madony, Národní galerie Praha
- Paříž 1957, L'art ancien en Tchecoslovaquie, Musée des arts décoratifs, Louvre
- Brusel 1966, Les Primitifs de Bohême, Palais des Beaux-arts de Bruxelles
- Rotterdam 8. 7. – 11. 9. 1966, De Boheemse Primitiven: Gotische kunst in Tsjechoslowakije, Museum Boijmans Van Beuningen
- Kolín nad Rýnem 1987 Schöne Madonnen, Schnütgen Museum
- New York 20. 9.2005 – 3. 2. 2006, Medieval Bohemian Art, Museum of Modern Art
- Praha 1940 – 6. 3. 2016, Stálá výstava Středověké umění v Čechách a střední Evropa 1200–1550, Národní galerie Praha
- Olomouc 13. 2. – 11. 5. 2014, Gotické Madony na lvu - Splendor et Virtus Reginae Coeli, Arcidiecézní muzeum Olomouc
- Brno 7. 3. 2016 – dosud, Stálá výstava Vita Christi, Diecézní muzeum v Brně